# Yumi Lambert
Yumi Lambert (Bruxelas, 11 de abril de 1995) é uma modelo belga. Ela foi um Victoria's Secret angel por duas vezes.

## Carreira
Ela foi contratada aos 15 anos por uma agência de modelos em Bruxelas. Assim, ela começou uma carreira internacional nesta tenra idade. Ela foi descoberta dois anos depois por Chanel, o que a fez ascender ao estrelato.
A partir de 2012, Yumi Lambert já desfilou para Prada, Miu Miu, Rodarte, Yohji Yamamoto, Victoria's Secret e até Calvin Klein. Ela também desfilou para Dior, Balenciaga, Givenchy e Versace, entre outros.

## Vida pessoal
Sua avó paterna é japonesa e ela tem um irmão chamado Maxime. Seu nome significa "beleza e elegância" e foi dado a ela por sua avó japonesa. Em seu tempo livre gosta de desenhar mangás. A partir de 2020 ela tinha um namorado, com quem passou um tempo na ilha de Maui. Ela trabalhou com as Nações Unidas e faz campanha por causas sociais em sua conta do Instagram.